# Vægtløftning under sommer-OL 2020 - 61 kg (herrer)
Mændenes 61 kg vægtklasse i vægtløftning ved Sommer-OL 2020 i Tokyo fandt sted den 25. juli på Tokyo International Forum.

## Resultater
| Placering                        | Atlet                  | Land                      | Gruppe | Krops vægt | Snatch (kg) | Snatch (kg) | Snatch (kg) | Snatch (kg) | Clean & Jerk (kg) | Clean & Jerk (kg) | Clean & Jerk (kg) | Clean & Jerk (kg) | Total  |
| Placering                        | Atlet                  | Land                      | Gruppe | Krops vægt | 1           | 2           | 3           | Resultat    | 1                 | 2                 | 3                 | Resultat          | Total  |
| -------------------------------- | ---------------------- | ------------------------- | ------ | ---------- | ----------- | ----------- | ----------- | ----------- | ----------------- | ----------------- | ----------------- | ----------------- | ------ |
| 1                                | Li Fabin               | Kina                      | A      | 60.90      | 137         | 137         | 141         | 141         | 166               | 172               | 178               | 172 OR            | 313 OR |
| 2. plads, sølvmedaljemodtager(e) | Eko Yuli Irawan        | Indonesien                | A      | 60.80      | 137         | 141         | 141         | 137         | 165               | 177               | 177               | 165               | 302    |
| 3                                | Igor Son               | Kasakhstan                | A      | 60.25      | 126         | 131         | 134         | 131         | 156               | 162               | 163               | 163               | 294    |
| 4                                | Yoichi Itokazu         | Japan                     | A      | 60.85      | 130         | 130         | 133         | 133         | 158               | 159               | 162               | 159               | 292    |
| 5                                | Seraj Al-Saleem        | Saudi-Arabien             | A      | 60.90      | 124         | 127         | 129         | 129         | 159               | 166               | 166               | 159               | 288    |
| 6                                | Davide Ruiu            | Italien                   | A      | 60.90      | 123         | 127         | 131         | 127         | 153               | 159               | 159               | 159               | 286    |
| 7                                | Shota Mishvelidze      | Georgien                  | A      | 60.95      | 130         | 134         | 135         | 130         | 155               | 163               | 165               | 155               | 285    |
| 8                                | Luis García            | Den Dominikanske Republik | B      | 60.95      | 120         | 120         | 124         | 120         | 154               | 154               | 154               | 154               | 274    |
| 9                                | Simon Brandhuber       | Tyskland                  | B      | 61.00      | 123         | 127         | 127         | 123         | 142               | 142               | 145               | 145               | 268    |
| 10                               | Morea Baru             | Papua Ny Guinea           | B      | 61.00      | 113         | 118         | 118         | 118         | 147               | 153               | 153               | 147               | 265    |
| 11                               | Eric Andriantsitohaina | Madagaskar                | B      | 60.10      | 105         | 110         | 114         | 114         | 140               | 150               | 154               | 150               | 264    |
| 12                               | Marcos Rojas           | Peru                      | B      | 60.90      | 100         | 105         | 107         | 105         | 130               | 130               | 135               | 135               | 240    |
| –                                | Thạch Kim Tuấn         | Vietnam                   | A      | 60.80      | 126         | 126         | 130         | 126         | 150               | 150               | 153               | –                 | –      |
| –                                | Kao Chan-hung          | Kinesisk Taipei           | A      | 60.70      | 125         | 128         | 130         | 125         | 147               | 147               | 147               | –                 | –      |